# Zach Lund
Zach Lund (Salt Lake City, 22 de marzo de 1979) es un deportista estadounidense que compitió en skeleton. Ganó dos medallas de bronce en el Campeonato Mundial de Skeleton en los años 2007 y 2008.

## Palmarés internacional
| Campeonato Mundial | Campeonato Mundial   | Campeonato Mundial | Campeonato Mundial |
| Año                | Lugar                | Medalla            | Prueba             |
| ------------------ | -------------------- | ------------------ | ------------------ |
| 2007               | Sankt Moritz (Suiza) | Medalla de bronce  | Individual         |
| 2008               | Altenberg (Alemania) | Medalla de bronce  | Equipo mixto       |